# Ludwig Fresenius Schulen
Die Ludwig Fresenius Schulen sind staatlich anerkannte private Berufsfachschulen. Bis 2016 traten sie unter dem Namen Die Schule für Berufe mit Zukunft auf. Sie bieten Aus- und Weiterbildungen im Gesundheits- und Sozialwesen sowie in den Bereichen Labor, Wirtschaft und Technik an. Deutschlandweit sind sie mit mehr als 100 Berufsfachschulen in über 30 Städten vertreten. Die Ludwig Fresenius Schulen gehören zur Bildungsgruppe der Carl Remigius Fresenius Education AG.

## Geschichte
1979 eröffnete das erste medizinische Schulungszentrum in Marburg mit den Ausbildungen Krankenpflege, Ergotherapie, Physiotherapie und Logopädie. Auf Marburg folgten weitere Schulstandorte in Hessen, Niedersachsen, Nordrhein-Westfalen, Schleswig-Holstein und Rheinland-Pfalz, ab 1991 nach der Wiedervereinigung auch in Thüringen, Sachsen, Sachsen-Anhalt sowie in Berlin. 1996 schlossen sich die Schulträger IFBE med. GmbH, IFBA gem. GmbH und IFBE Bildungszentrum gem. GmbH zum Unternehmensverbund Die Schule für Berufe mit Zukunft zusammen. Ab 2011 gehörte auch die IFBE med. Ruhr GmbH dazu. 2013 übernahm Die Schule für Berufe mit Zukunft die Berufsfachschulen der Dr. W. Blindow Bückeburg GmbH und die Westfalen-Akademie in Dortmund.
2016 erfolgte die bundesweite Umbenennung des Unternehmensverbundes in Ludwig Fresenius Schulen, verbunden mit einem neuen Markenauftritt. Auch die Trägergesellschaften wurden entsprechend umbenannt. Namensgeber ist Ludwig Fresenius, Ehrenpräsident der Hochschule Fresenius und Hauptgesellschafter der Carl Remigius Fresenius Education AG.
Als Teil der Carl Remigius Fresenius Education AG gehören die Ludwig Fresenius Schulen zu einem Netzwerk von Berufsfachschulen, Hochschulen und Weiterbildungseinrichtungen. Schwesterunternehmen der Ludwig Fresenius Schulen sind unter anderem die Hochschule Fresenius, die Carl Remigius Medical School und die LUNEX University. 2020 wurden die ehemaligen Schwesterunternehmen Mentor Fortbildungen, PTL DIE PRAXIS für therapeutische Leistungen und Thalamus Heilpraktikerschulen mit der Ludwig Fresenius Schulen GmbH als neuer Träger verschmolzen.

## Akkreditierung und Zertifizierungen
Die Ludwig Fresenius Schulen werden jährlich durch eine unabhängige Zertifizierungsstelle in Sachen Qualitätsmanagement geprüft. Sie sind nach den international anerkannten Qualitätsnormen DIN EN ISO 9001, ISO 29990 und AZAV zertifiziert.
Bis auf wenige Ausnahmen erfüllen alle Berufsfachschulen für Ergotherapie der Ludwig Fresenius Schulen die Ausbildungsstandards des Weltverbandes der Ergotherapeuten (World Federation of Occupational Therapists, WFOT) und sind entsprechend zertifiziert. Eine abgeschlossene WFOT-anerkannte Ausbildung ermöglicht die Berufstätigkeit als Ergotherapeut im Ausland.

## Standorte

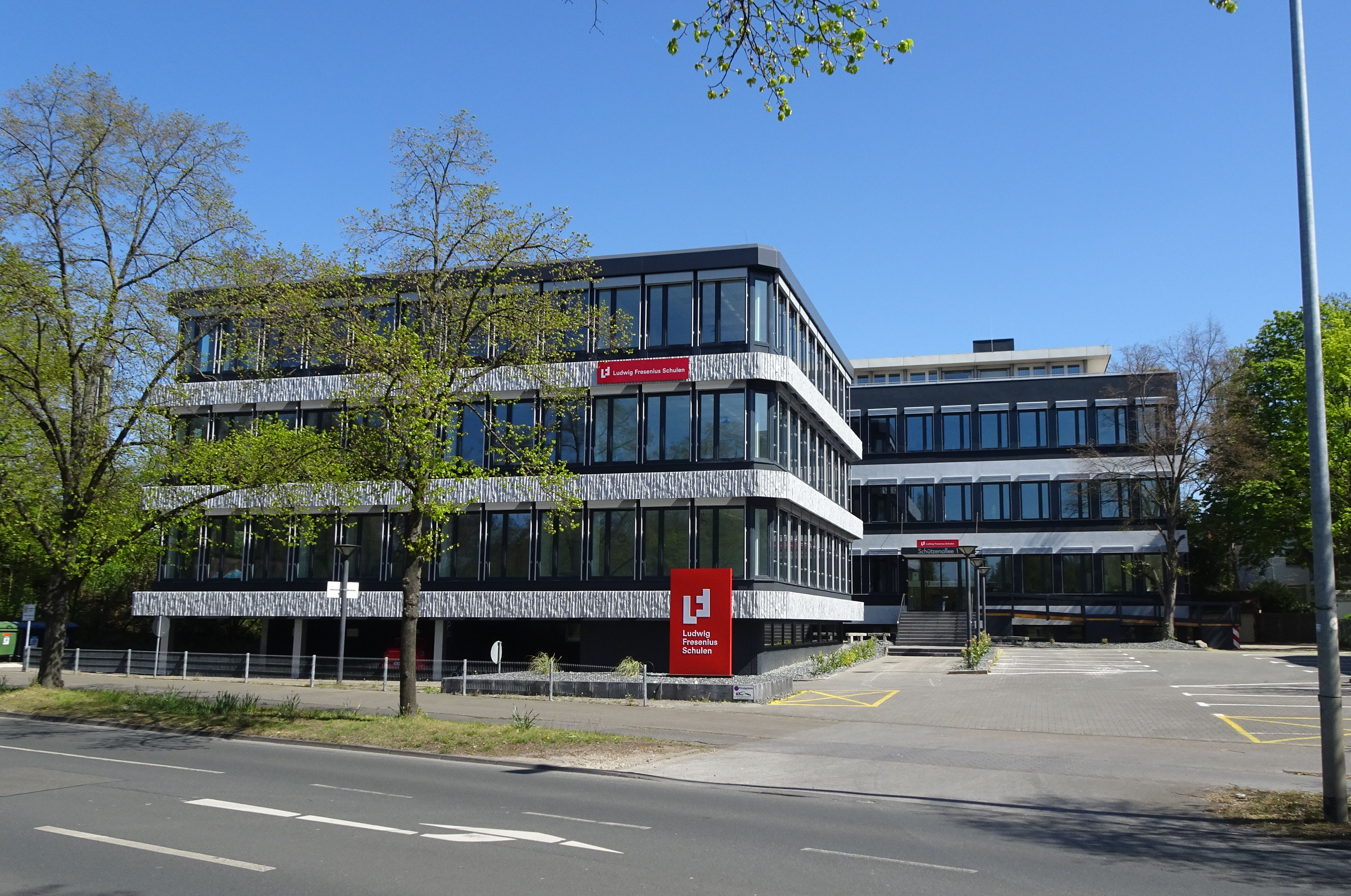
Ludwig Fresenius Schule in Hannover

Zu den Schulstandorten der Ludwig Fresenius Schulen gehören: Ahrensburg, Bad Hersfeld, Berlin, Bochum, Celle, Chemnitz, Dortmund, Düsseldorf, Erfurt, Frankfurt am Main, Hamburg, Handewitt, Hannover, Herten, Idstein, Koblenz, Köln, Landshut, Leer, Leipzig, Lippstadt, Lübeck, Marburg, Melle, Minden, Mühlhausen, München, Nürnberg, Oldenburg, Osnabrück, Schönebeck, Stadthagen, Weyhe, Wolfsburg und Zwickau (Stand März 2019).

## Ausbildungen
Die Ludwig Fresenius Schulen bilden in den Bereichen Therapie und Wellness, Pflege und Pädagogik, Medizin und Labor sowie Wirtschaft aus. Die schulischen Ausbildungen enden mit einem staatlich anerkannten Berufsabschluss. Je nach Fachbereich und Standort besteht die Möglichkeit, während der Ausbildung fachbezogene Zusatzqualifikationen sowie den schulischen Teil der Fachhochschulreife zu erwerben. Zum Portfolio gehören folgende Ausbildungsberufe (Stand Januar 2021):

### Therapieberufe
- Diätassistent
- Ergotherapeut
- Kosmetiker
- Logopäde
- Masseur und medizinischer Bademeister
- Physiotherapeut

### Pflegeberufe und soziale Berufe
- Altenpflegehelfer
- Erzieher
- Gesundheits- und Krankenpflegehelfer
- Heilpädagoge
- Kinderpfleger
- Pflegefachmann
- Sozialassistent
- Sozialpädagogischer Assistent

### Laborberufe
- Biologisch-technischer Assistent (BTA)
- Medizinisch-technischer Laboratoriumsassistent (MTLA)
- Pharmazeutisch-technischer Assistent (PTA)

### Berufe im Rettungsdienst
- Rettungssanitäter

### Berufe im Bereich Wirtschaft
- Kaufmännischer Assistent mit Schwerpunkt Fremdsprachen und Korrespondenz

## Fort- und Weiterbildungen
Neben Ausbildungen bieten die Ludwig Fresenius Schulen auch Fort- und Weiterbildungen in den Bereichen Technik, Betriebswirtschaft sowie Gesundheit und Soziales an. Zum Portfolio gehört ebenso der Bereich berufliche Bildung mit Sprachkursen, Arbeitsmarktdienstleistungen und Coachings zur Integration von Förderbedürftigen in den deutschen Arbeitsmarkt. An vielen Standorten der Ludwig Fresenius Schulen führt Mentor Fortbildungen, deren Trägergesellschaft die Ludwig Fresenius Schulen GmbH ist, zudem Fort- und Weiterbildungskurse für Therapeuten durch.

## Studium
In Frankfurt am Main und München führen die Ludwig Fresenius Schulen in Kooperation mit der Hochschule Fresenius ein ausbildungsintegrierendes, duales Physiotherapie-Studium durch. Ausbildung und Studium werden dabei miteinander verknüpft. Absolventen erhalten nach bestandener Prüfung die Berufszulassung als Physiotherapeutin bzw. Physiotherapeut und den Abschluss Bachelor of Science.
Grund- und Aufbaustudiengänge in den Bereichen Gesundheit und Soziales finden bei den Schwesterunternehmen Hochschule Fresenius und Carl Remigius Medical School in Vollzeit oder berufsbegleitend statt.